# بيتر كرال
بيتر كرال (1941 - 2020)، هو كاتب وشاعر تشيكي.
هاجر إلى فرنسا حيث عمل في معرض ومحل الصورة، كمعلم، كمترجم ومؤلف سيناريو. وفي عام 1984 عاش في كيبيك. ومن 1990 إلى 1991 كان مستشارا ثقافيا في السفارة التشيكية في باريس. ترجم من وإلى الفرنسية (الشعر الحديث بشكل رئيسي). قام بتحرير العديد من المختارات. ومنذ أبريل 2006 كان يقيم في براغ.

## وصلات خارجية
- بيتر كرال على موقع قاعدة بيانات الفيلم (الإنجليزية)